# Abolhassan Banisadr
Abol Hassan Banisadr (in persiano ابوالحسن بنی‌صدر‎) (Hamadan, 22 marzo 1933 – Parigi, 9 ottobre 2021) è stato un politico iraniano.

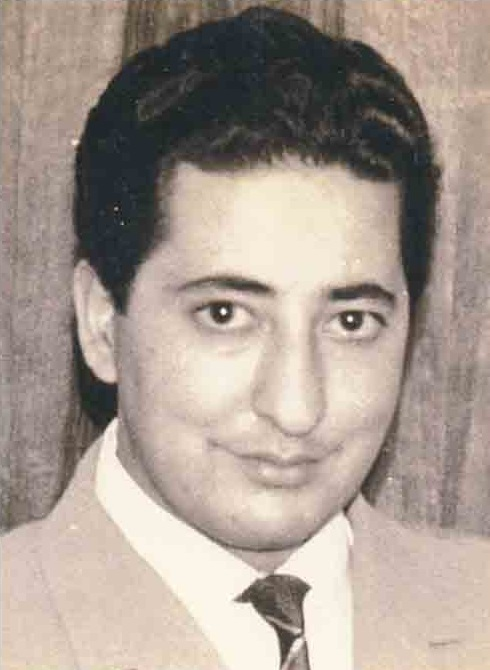
Banisadr nel 1958

Banisadr fu il primo presidente della Repubblica Islamica dell'Iran, dopo la Rivoluzione iraniana del 1979 e l'abolizione della monarchia. Dopo poco più di un anno di governo, nel 1981 fu deposto e costretto a fuggire in Francia.

## Giovinezza
Dopo aver studiato finanza ed economia alla Sorbona, nei primi anni sessanta Banisadr partecipò al movimento studentesco che si opponeva allo Scià, tanto da essere imprigionato due volte; nel 1963 fu ferito durante uno scontro. Fuggì dunque in Francia, dove si unì ad un gruppo di esuli politici iraniani, guidato dall'Ayatollah Ruhollah Khomeini.

## Il rientro in Iran
Banisadr ritornò in Iran insieme a Khomeini all'inizio del febbraio 1979, pochi giorni prima della definitiva caduta dell'ultimo governo fedele allo Scià. Fu quasi subito nominato vice ministro dell'economia e delle finanze nel governo provvisorio di Mehdi Bazargan (a sua volta nominato informalmente da Khomeini). Dopo le dimissioni di Bazargan (4 novembre 1979), svolse brevemente le funzioni di ministro degli esteri (novembre 1979) e poi quelle di ministro del tesoro, fino alla sua elezione a presidente.

## Presidenza
Il 25 gennaio 1980 Banisadr fu eletto presidente per un mandato di quattro anni, ricevendo il 70 per cento dei voti in una regolare elezione che lo vedeva opposto a numerosi altri candidati (fra cui Ahmad Madani, Hassan Habibi, Sadegh Tabataba'i, Dariush Forouhar, Sadegh Ghotbzadeh, Kazem Sami, Mohammad Mokri, Hassan Ghafourifard e Hassan Ayat).
Il 4 febbraio 1980 fu investito della nuova carica, la cui sola esistenza sottolineava ulteriormente la transizione dell'Iran da monarchia a repubblica. La cerimonia inaugurale ebbe luogo presso l'ospedale dove l'Ayatollah Khomeini, Guida Suprema dell'Iran, era stato ricoverato per un disturbo cardiaco. Queste stesse modalità indicavano chiaramente che il vero potere risiedeva nella Guida Suprema. Infatti la Costituzione della Repubblica Islamica attribuiva ampi poteri alla Guida Suprema: ad esempio, quello di deporre il presidente. A parziale compensazione, lo stesso Khomeini però aveva insistito che i religiosi (che nominavano la Guida Suprema) non avrebbero dovuto occupare cariche nel governo.
La "convivenza" con Khomeini si rivelò subito difficile: Banisadr iniziò quasi subito a dissentire da molti pareri dell'Ayatollah.

La situazione dell'Iran era difficile, per via dell'isolamento internazionale (ed in particolare all'ostilità degli Stati Uniti, inasprita dalla crisi degli ostaggi); anche la tensione con il vicino Iraq di Saddam Hussein salì rapidamente (tanto che nell'estate del 1980 Banisadr ebbe due "incidenti" - da cui uscì quasi illeso - mentre il suo elicottero sorvolava la zona di confine), fino a che nel settembre 1980 l'Iraq scatenò una guerra invadendo il sud-ovest dell'Iran.

## La caduta

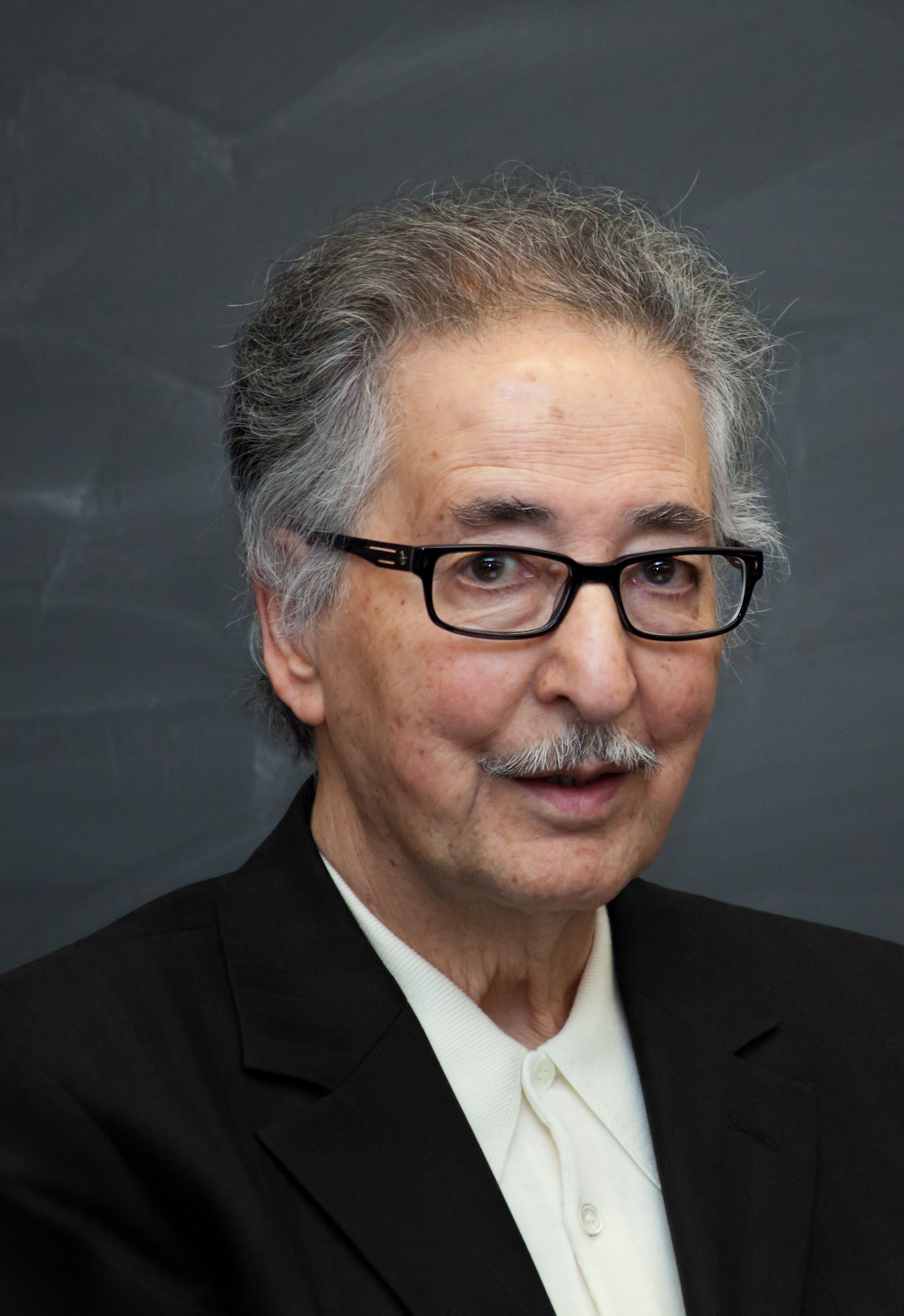
Banisadr in una foto del dicembre 2010

Gli attriti fra Khomeini e Banisadr giunsero all'epilogo nel giugno 1981. Il 10 giugno
Khomeini richiamò a sé i poteri di comandante in capo, che aveva delegato al presidente.
Il 21 giugno il Majlis (Parlamento iraniano) votò la deposizione di Banisadr, che Khomeini firmò e rese ufficiale il giorno successivo. Questi eventi suscitarono forti proteste.
Ancor prima che Khomeini firmasse la sua deposizione, le Guardie della rivoluzione si impadronirono del palazzo presidenziale, imprigionando molti giornalisti ed amici del presidente; alcuni di loro (come Hossein Navab, Rashid Sadrolhefazi e Manouchehr Massoudi) furono condannati a morte nei giorni successivi.

## La fuga e l'esilio
Banisadr fuggì nell'ovest dell'Iran, protetto da alcune organizzazioni di opposizione.
Qui per diverse settimane cercò di unificare tutte le organizzazioni e partiti politici anti-khomeinisti (con l'eccezione degli esuli seguaci dello Scià) in un unico movimento che potesse riprendere il potere. In particolare, incontrò parecchie volte Massoud Rajavi, capo del partito dei Mojahedin-e Khalq, col quale infine decise di fuggire dall'Iran.
Il 28 luglio del 1981 i due salirono di nascosto su un aereo dell'aviazione militare iraniana il cui pilota (colonnello Behzad Moezzi) li condusse in salvo in Turchia e poi in Francia.
La Francia concesse asilo politico ai fuggiaschi, a condizione che non intraprendessero azioni anti-iraniane dal territorio francese. Questa disposizione fu ignorata dopo la rottura dei rapporti diplomatici fra Francia ed Iran, tanto che Banisadr e Rajavi fondarono un Consiglio Nazionale della Resistenza Iraniana, attivo ancor oggi.
A partire dal 1981, Banisadr visse a Versailles, vicino a Parigi, in una villa strettamente sorvegliata dalla polizia francese. La figlia di Banisadr, Firoozeh, sposò Massoud Rajavi a Parigi dopo il loro esilio. Successivamente divorziarono e anche l'alleanza tra lui e Rajavi finì.
Dopo una lunga malattia, Banisadr è morto all'ospedale Pitié-Salpêtrière di Parigi il 9 ottobre 2021, all'età di 88 anni.
È sepolto a Versailles, nel cimitero dei Gonards.